# Réciprocité d'Hermite
 (mars 2025).
En mathématiques, la loi de réciprocité d'Hermite, nommée en l'honneur de Charles Hermite et introduite par (Hermite 1854), exprime que les covariants de degré m d'une forme binaire de degré n sont en bijection avec les covariants de degré n d'une forme binaire de degré m. En termes de théorie des représentations, on a un isomorphisme de représentations du groupe linéaire GL2(C) entre les puissances symétriques Sm Sn C2 et Sn Sm C2.